# تيريزا جادو
تيريزا جوسيفا جادو أوربينا (20 أكتوبر 1819 - 1 مايو 1910) كانت السيدة الأولى للإكوادور من 1852 إلى 1856 كزوجة للرئيس خوسيه ماريا أوربينا.

## حياتها
ولدت تيريزا جادو في مدينة غواياكيل في 20 أكتوبر 1819، هي Yبنة مانويل مورو جادو غويناغا وماريا جوسيفا أوربينا.

## الزواج والنسل
في 28 مارس 1845 بعد بضعة أيام من وفاة شقيقها فرانسيسكو، إلتقت عمها خوسيه ماريا أوربينا الذي كان الأخ غير الشقيق لأمها جوسيفا. وأظهروا علامات المودة المتبادلة ووعد كل منهما الآخر بالزواج في المستقبل. تم الزواج في أبرشية إل ساغراريو في غواياكيل بعد أربع سنوات في 14 يناير 1849 عندما كان العريس في 41 من عمره وكانت هي في 30 من عمرها.
- أنجب الزوجان خمسة أطفال: ماريا مرسيدس أوربينا جادو (1850-1879) تزوجت من أنطونيو دي لابيرير كوكاليون في عام 1874 بدون ذرية.
- ماريا آنا دي خيسوس روزا دي لاس مرسيدس أوربينا وجادو (1856-1919)، توفي أعزب وبدون ذرية.
- خوسيه ماريا دي لاس مرسيدس مانويل أدريانو أوربينا جادو (1857-1900)، توفي عازبا وبدون ذرية.
- فرانشيسكو أوربينا جادو (1859-1926) مع نسل غابرييل أنطونيو أوربينا جادو (1864-1895) مع نسل.[4]

## الحياة العامة
كانت جادو مسيحية، حيث جاءت للدفاع عن قضية اليسوعيين الذين وصلوا بشكل غير متوقع إلى غواياكيل عندما طردوا من جمهورية غرناطة الجديدة في 1851 في عام 1855 واختيرت هي وزوجها رعاة عمداء لإميليو إسترادا كارمونا، [1911] آذار/مارس 1864، أمر الرئيس غابرييل غارسيا مورينو الجنرال خوان خوسيه فلوريس حاكم غواياس آنذاك لفرض النفي على تيريزا وأطفالها الأربعة الصغار.
انتقلت الأسرة إلى بيرو، حيث تم إرسال الجنرال أوربينا كوزير للأعمال الإكوادورية في عام 1847 ثم بقي في المنفى. تم لم شملهم ثم استقروا في بيتا حتى عام 1867 الذي انتقلوا فيه إلى إل كالاو.
في 30 يناير 1876، بعد وفاة غارسيا مورينو، وتمكنت الأسرة من العودة إلى إكوادور عندما دُعي الجنرال أوربينا إلى الانضمام إلى الجمعية التأسيسية الوطنية. خلال إحتفالات الاستقلال في تشرين الأول/أكتوبر 1881 اعترفت بلدية غواياكيل بجادو، إلى جانب بالتازارا كالديرون دي روكافوريت، دولوريس دي غريمالدو، أديلا دي فيليز، زويلا دولوريس كامانيو، وبوليفيا فيلاميل دي ياكازا، للأعمال الخيرية وتنفيذ الأعمال لصالح المعوزين والأكثر احتياجا.

## الوفاة
توفيت تيريزا جادو في 1 مايو 1910 في ليما، بيرو، ونقلت رفاتها إلى الإكوادور ودفنت في المقبرة العامة في غواياكيل، في نفس المكان الذي دفن فيه زوجها وأطفالها وغيرهم من أفراد الأسرة المباشرة.